# Serhij Lebid
Serhij Lebid (ukrainska: Сергій Лебідь), född den 15 juli 1975 i Dnepropetrovsk, Ukrainska SSR, Sovjetunionen, är en ukrainsk friidrottare. Han tävlar i medel- och långdistanslöpning.
Lebid deltog vid Olympiska sommarspelen 2000 där han var i final på 5 000 meter och slutade sjua. Han blev bronsmedaljör på 5 000 meter vid EM 2002 i München. Han deltog även vid Olympiska sommarspelen 2004 men blev då utslagen i kvalet. Vid EM 2006 i Göteborg valde han att tävla på 10 000 meter och slutade på en femte plats.
Förutom framgångarna i banlöpning har han nio gånger blivit Europamästare i terränglöpning och en gång slutat tvåa vid VM i terränglöpning.